# Ceux que les dieux détruiront
Pour plus de détails, voir Fiche technique et Distribution.
Ceux que les dieux détruiront (Whom the Gods Would Destroy) est un film muet américain, réalisé par Frank Borzage et sorti en 1919.

## Synopsis
Après qu'un jeune inventeur a découvert un nouvel explosif, des agents d'une entreprise chimique allemande le persuadent d'étudier dans une université allemande. Une fois là-bas, certains aspects de la population le repoussent et il part en Belgique.
Lorsque la guerre éclate, l'inventeur sauve la fille d'un bourgmestre belge des Prussiens. Ils vont endurer de nombreuses souffrances dues à la guerre, mais ils trouvent le bonheur lorsqu'elle se termine, alors que les nations qui se sont battues se retrouvent à la Conférence de Paris pour rétablir la paix.

## Fiche technique
- Titre original : Whom the Gods Would Destroy
- Réalisation : Frank Borzage
- Photographie : Jack MacKenzie
- Montage : Tom Logan
- Production : Oliver L. Sellers
- Société de production : C.R. Macauley Photoplays, Incorporated
- Société de distribution : First National Exhibitors’ Circuit, Incorporated
- Pays d’origine :  États-Unis
- Langue : anglais
- Format : Noir et blanc - 35 mm - 1,37:1 - Muet
- Genre : drame
- Durée : 7 bobines
- Date de sortie :
  - États-Unis : 15 avril 1919
- Licence : Domaine public

## Distribution
- Jack Mulhall : Jack Randall
- Pauline Starke : Julie
- Kathryn Adams : Elsa Clow
- Harvey Clark : Wolf von Schwartz
- Charles K. French : Herr Klaw
- Walt Whitman : Matthieu
- Jack Marshall
- Jean Hersholt
- Wilton Taylor
- M. K. Wilson
- Edward Hearn
- Nanine Wright
- George C. Pearce
- Alberta Lee
- Betty Schade
- Utahna La Reno
- Walter Perkins
- William Dyer
- William V. Meinke
- John Cossar
- Frank Newberg